# Bust d'Isabel II a Oviedo
L'escultura urbana coneguda pel nom Bust d'Isabel II, ubicada al carrer Ramón y Cajal, a la ciutat d'Oviedo, Principat d'Astúries, Espanya, és una de les més d'un centenar que adornen els carrers de l'esmentada ciutat espanyola.
Aquest bust forma part de les més d'un centenar d'obres escultòriques, generalment monuments commemoratius dedicats a personatges d'especial rellevància com és el cas d'aquest buts, que adornen els carrers i places de la ciutat d'Oviedo; i més purament artístiques des de finals del segle xx.
L'escultura, feta de bronze, és obra de Francisco Pérez del Valle, i està datada 1846. El bust es fongué al Taller de Fosa de la Fàbrica d'Armes de Trubia, sent la primera obra d'aquest tipus que es realitzava en l'esmentada fosa.
Més tard, a 1859, per commemorar la visita reial a la ciutat d'Oviedo, se'n va realitzar una còpia en ferro que va ser situada al pati central de la Universitat d'Oviedo. Aquesta obra va haver de ser restaurada, treball realitzat per Vicente Vázquez Canónico, i en l'actualitat pot contemplar encara al pati interior del casalot universitari.